# عهد اردشیر (کتاب)
عهد اردشیر کتابی است که نام آن در تواریخ اسلامی آمده‌است. نامه یا خطبه‌ایست از اردشیر بابکان در آئین ملکداری.
این کتاب را نباید با کتاب کارنامه اردشیر بابکان اشتباه کرد. از عهد اردشیر در کتاب تجارب الامم ابوعلی مسکویه نام برده شده و نسخهٔ آن در آنجا نقل شده‌است. در کتاب نامبرده نوشته شده‌است که «از بهترین چیزی که از او (اردشیر) مانده عهد اوست به پادشاهانی که پس از وی آیند و این نسخهٔ آنست…» این عهد در قرن ششم نیز در میان تاریخدانان شهرت داشته‌است. بردن نام آن در مجمل التواریخ و القصص دلیل بر شهرت کتاب مذکور در حدود سال ۵۲۰ ق است. ابن ندیم نیز از عهد، نامبرده و آن عهد را از سوی اردشیر بابکان به سوی پسرش شاپور می‌نویسد.
عهد اردشیر، از مهم‌ترین اندرزنامه‌های دوره ساسانی بود اندرزنامه‌نویسی نمود خرد سیاسی ایرانی است که سابقه کهنی دارد. به‌طور کلی در اواخر دورة ساسانی ادبیاتی رایج با عنوان «اندرزنامه» یا «پندنامه» به وجود می‌آید. «عهد» عبارت است از مجموعه دستورها و اوامری که از پادشاهان ساسانی هنگام سلطنت راجع به موضوع‌های مختلف از روش‌های ملکداری و مفاهیم اخلاقی خطاب به جانشین خود یا بزرگان بیان می‌شده‌است و عهد اردشیر از بارزترین اندرزنامه‌های عهد ساسانی و از نخستین اندرزنامه‌ها بود.
احسان عباس با استفاده از آنچه از ترجمهٔ عربی این متن در کتاب الغره، تجارب الامم ابوعلی مسکویه و نثر الدّرر ابوسعد آوی برجای مانده، اثری ترتیب داد که برگردان فارسی آن به قلم محمدعلی امام شوشتری در ۱۳۴۵ش در سلسله انتشارات انجمن آثار ملی منتشر شد.